# ニューバランスカップ
ニューバランスカップは、スポーツ用品メーカーのニューバランス（ニューバランスジャパン）が特別協賛する高校サッカーの全国大会。以下の2種類の大会が存在する。
1. 毎年1月上旬に静岡県御殿場市・裾野市の時之栖スポーツセンターで行われている「新春高校サッカー強化研修大会」の通称である「ニューバランスカップ in 時之栖」。
2. 毎年7月に大阪府堺市の堺市立サッカー・ナショナルトレーニングセンター（J-GREEN堺）で行われている「堺ユースサッカーフェスティバル」におけるカップ戦の一つの「ニューバランスカップ」[1]。

本項目では1.について記す。

## 概要
高校サッカーを始め、様々なカテゴリーのサッカーチームの合宿施設として活用される時之栖スポーツセンターが、その年度の全国高等学校サッカー選手権大会の都道府県予選で敗退した、選手権出場歴のある「強豪校」を集め、各高校の新チームの強化を目的に開催される研修大会で、『裏選手権』の通称を持つ。長年「時之栖カップ」という名称で呼ばれ、企業協賛は断り続けていたが、時之栖側がニューバランスの理念に共感したこともあり、2016年よりニューバランスが特別協賛を開始しこの大会名となっている。
大淀高校サッカー部監督から転身して時之栖スポーツセンターの運営に長年携わり、運営会社の株式会社時之栖の相談役を務めていた阿部章の「合宿の利用で足しげく時之栖に通ってくれた高校にお礼をしよう」という発想から、選手権予選で敗退した高校に「テレビで選手権を見るのが嫌だろうから、正月にうちでサッカーをやってはどうか」と声をかけたのが大会の始まりで、2016年大会で20回の大会回数を数える。
参加校数や大会方式は毎年微妙に変更されるが、2025年大会を例に挙げると、全36校を4校ずつ9グループに分け、各グループ最上位校と各グループ2位のうち成績上位7校の計16校が決勝トーナメントを戦う。新チームの強化を目的としていることもあり、試合中にレッドカードにより選手が退場となった場合も交代選手の中から補充できる特別ルールが採用されていたり、各グループで決勝トーナメント進出を逃したチーム同士での交流試合（フレンドリーマッチ）を行い、全ての出場校が大会期間中に一定の試合数をこなすことが出来るのも大会の特長となっている。
この大会に出場した高校は試合経験が積まれ、以降の高校サッカーでの活躍が見られる。2004年の時之栖カップの決勝戦は鹿児島実業高校と市立船橋高校で鹿児島実業高校が優勝したが、翌年の第83回選手権の決勝戦で鹿児島実業高校と市立船橋高校が対戦（鹿児島実業高校が優勝）し、さらに2005年の時之栖カップで優勝した野洲高校が翌年の第84回選手権で優勝。このような形で本大会と選手権の関連性が話題となったことで、『裏選手権』と呼ばれるようになった。

## 過去の結果
| 開催年 | 優勝校        | 準優勝校       | 出典   |
| ------ | ------------- | -------------- | ------ |
| 2016年 | 流経大柏      | 静岡学園       | [ 7 ]  |
| 2017年 | 西武台        | 札幌大谷       | [ 8 ]  |
| 2018年 | 浜松開誠館    | 東海大相模     | [ 9 ]  |
| 2019年 | 静岡学園      | 日大藤沢       | [ 10 ] |
| 2020年 | 滝川第二      | 東海大大阪仰星 | [ 11 ] |
| 2021年 | 静岡学園      | 帝京           | [ 12 ] |
| 2022年 | - 帝京 - 昌平 | （両校優勝）   | [ 13 ] |
| 2023年 | 流経大柏      | 八千代         | [ 14 ] |
| 2024年 | 山梨学院      | 横浜創英       | [ 15 ] |
| 2025年 | 鹿島学園      | 東山           | [ 16 ] |